# Ульши-ле-Шато
Ульши́-ле-Шато́ (фр. Oulchy-le-Château) — коммуна на севере Франции, регион О-де-Франс, департамент Эна, округ Суассон, кантон Виллер-Котре. Находится в 21 км к югу от Суассона и в 19 км к северу от Шато-Тьерри, в 15 км от автомагистрали А4 "Эст".

## Население
Население коммуны на 2018 год составляло 819 человек.
| 1962 | 1968 | 1975 | 1982 | 1990 | 1999 | 2018 |
| ---- | ---- | ---- | ---- | ---- | ---- | ---- |
| 651  | 694  | 733  | 788  | 856  | 849  | 819  |

## Экономика
Уровень безработицы (2017) — 16,5 % (Франция в целом — 13,4 %, департамент Эна — 17,8 %). 

Среднегодовой доход на 1 человека, евро (2018) — 19 350 (Франция в целом — 21 730, департамент Эна — 19 690).
В 2010 году среди 518 человек трудоспособного возраста (15—64 лет) 353 были экономически активными, 165 — неактивными (показатель активности — 68,1 %, в 1999 году было 66,5 %). Из 353 активных жителей работали 301 человек (165 мужчин и 136 женщин), безработных было 52 (32 мужчины и 20 женщин). Среди 165 неактивных 44 человека были учениками или студентами, 54 — пенсионерами, 67 были неактивными по другим причинам.